# East Kilbride
East Kilbride es una localidad del concejo de South Lanarkshire en Escocia, Reino Unido. East Kilbride se ubica a 12 km al este del centro de Glasgow. El río Rotten Calder discurre por el lado este de la ciudad, en dirección norte hacia el río Clyde. East Kilbride es la primera ciudad planificada de Escocia.
East Kilbride forma parte del área metropolitana conocida como Gran Glasgow, y es el segundo pueblo y la sexta localidad más grande de Escocia con 74 395 habitantes, superada por las ciudades de Glasgow, Edimburgo, Aberdeen y Dundee y el pueblo de Paisley. East Kilbride pese a no contar con el estatus de ciudad supera en población a Inverness, Stirling y Perth que sí cuentan con este estatus.

## Historia

### El East Kilbride primitivo

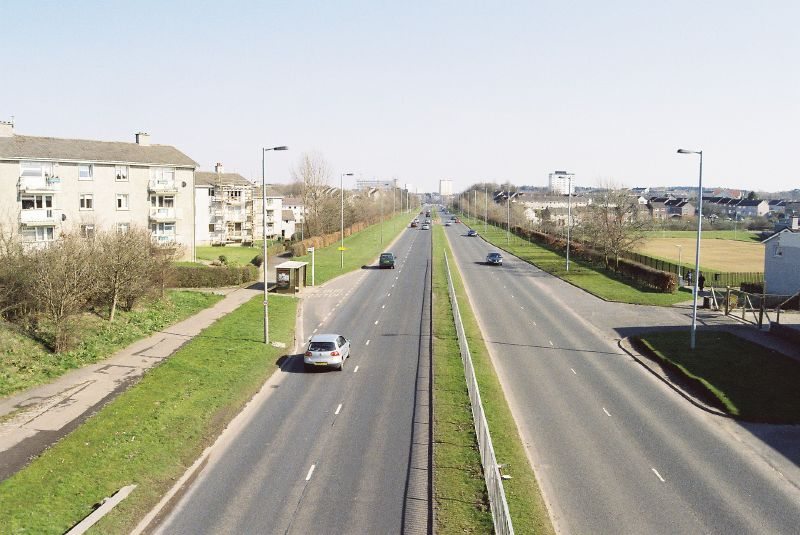
East Kilbride.

Los rastros más antiguos de asentamientos humanos en la zona de East Kilbride son las tumbas encontradas cerca de Kype Water, en el sur. También se han encontrado monedas y calzado romano. 
El nombre de la ciudad se debe a Santa Brígida de Kildare (St. Bride en inglés), cuyo culto fue introducido en Escocia por monjes irlandeses. La otra parte del nombre, Kil, del gaélico cill, significa "iglesia" o "cementerio". La parroquia original fue fundada sobre un antiguo pozo sagrado precristiano, lo que probablemente justifique su asociación con Santa Brígida, ya que el pozo estaba dedicado a la diosa celta Brigit, de la que Santa Brígida fue una continuación y apropiación cristiana. A lo largo de los siglos la iglesia ha sido destruida y reconstruida en varias ocasiones. Como resultado, la iglesia actual dista unos 50 metros de la ubicación original.
La presencia de un ostrero en el escudo de la ciudad podría deberse o bien a que este pájaro se relaciona tradicionalmente tanto con Brigit como con Santa Brígida, o bien a que forma parte del escudo de la familia Lindsey, importante en esta zona.

### East Kilbride, ciudad planificada

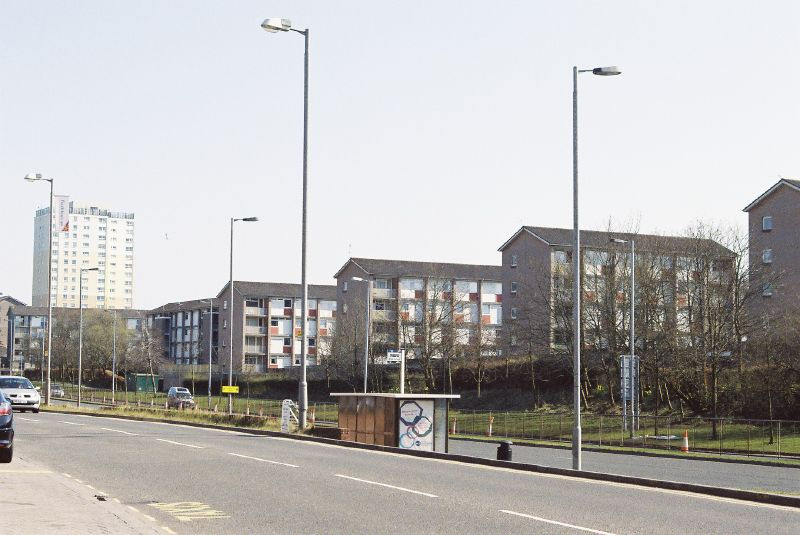
East Kilbride.

East Kilbride se transformó muy rápidamente a mediados del siglo XX, pasando de ser un pueblo de apenas 900 habitantes a una ciudad del rango de las large burghs. La razón de este rápido crecimiento debe buscarse en la rápida industrialización del área de Glasgow y el río Clyde durante el siglo XIX, que creó grandes masas de trabajadores necesitados de una vivienda; la Primera Guerra Mundial impidió que se buscase una solución a esta situación, al igual que la Gran Depresión. De esta forma, hasta después de la Segunda Guerra Mundial no se pudo buscar una salida al acuciante problema de sobreocupación de las viviendas en el área de Glasgow.
En este contexto, en 1946 un Plan Regional para el Gran Glasgow buscó posibles ubicaciones en los alrededores de la ciudad en los que pudieran construirse poblaciones satélite. East Kilbride fue la primera de estas ciudades planificadas en crearse a partir de 1947. En años posteriores se crearon Glenrothes (1948), Cumbernauld (1956), Livingston (1962) e Irvine (1964). La ciudad está subdividida en barrios residenciales, cada uno de ellos con sus tiendas, escuelas y equipamientos comunes. Estos barrios se reparten alrededor del centro de la ciudad, de forma circular. Las industrias en cambio se agrupan en zonas más apartadas al norte, oeste y sur, a las afuras de la ciudad.

## Transporte
East Kilbride está conectada con Glasgow por autobús y tren, y existen también dos carreteras que unen los suburbios alrededor de la ciudad con el centro: la A726 y la A749. Los trenes hacia Glasgow tardan unos 27 minutos, y tienen una frecuencia de media hora; los autobuses son operados por la compañía First Glasgow, mientras que Stagecoach West Scotland ofrece servicios a Ayr, McKindless conecta con Wishaw, Carluke y Lanark, y otras pequeñas compañías con destinos como Strathaven y Newarthill.
Al igual que sucede en otras ciudades planificadas, el sistema de carreteras de East Kilbride contiene numerosas rotondas, por lo que los habitantes de Glasgow se suelen referir a East Kilbride como "polo mint city", en referencia a unos caramelos en forma de anillo.

## Ciudades hermanas
- Ballerup, Dinamarca